# Guy Lafitte
Guy Denis Ferdinand Lafitte (Saint-Gaudens, 12 januari 1927 – Simorre, 10 juni 1998) was een Franse jazzmuzikant (saxofoon, klarinet). Hij behoort tot de bekendste vertegenwoordigers van de Franse swing en mainstream jazz van het na-oorlogs tijdperk in de traditie van Coleman Hawkins. Bovendien verwerkte Lafitte invloeden van Paul Gonsalves, Don Byas en Sonny Rollins.

## Biografie
Lafitte leerde als jeugdige autodidact het klarinetspel. Na zijn klarinetstudie werd hij in 1945 professioneel muzikant, begeleidde hij in 1947 Michel Warlop en leidde hij tot 1948 de Hot Club de Toulouse. Lafitte wisselde uiteindelijk naar de tenorsaxofoon. Hij speelde daarna tijdens Europese tournees met Amerikaanse muzikanten als blueszanger Big Bill Broonzy (1950), Mezz Mezzrow (1951), Bill Coleman en Dickie Wells (1952). Met Coleman speelde hij ook later steeds weer samen.
In Parijs speelde hij omstreeks 1955 met Lionel Hampton, Lucky Thompson, Buck Clayton en Emmett Berry. Vanaf 1956 leidde hij zijn eigen ensemble Paris Jazz Trio, waartoe Christian Garros en Georges Arvanitas, vanaf 1960 Franco Manzecchi en René Urtreger behoorden, geheel in stijl van het legendarische trio Lester Young, Buddy Rich en Nat King Cole. Met Louis Armstrong en Duke Ellington werkte hij in 1961 mee aan de muziek voor de film Paris Blues. Lafitte nam op met eigen bands tot 1993 albums en nam in 1973 platen op met Bill Coleman en in 1985 met Wild Bill Davis.
Kort voor zijn dood in 1998 ontstond nog de plaat Trio Europa, waarop Lafitte de bassist Pierre Boussaguet begeleidde. Het bevat twee indrukwekkende soli van de saxofonist en de recitatie van een kort gedicht, een tribute aan zijn vriend Johnny Griffin. Wynton Marsalis droeg na zijn overlijden een compositie aan hem op met de bescheiden titel Guy Lafitte.
In 1955 kreeg hij de eerste Prix Django Reinhardt.

## Overlijden
Guy Lafitte overleed in juni 1998 op 71-jarige leeftijd.

## Discografie

### Geselecteerde discografie als leader
- 1954: Blue And Sentimental (Emarcy) met Peanuts Holland, Raymond Fol, Jean-Claude Pelletier, Géo Daly
- 1957: Les Classiques de Jazz (Columbia Records) met André Persiany, Paul Rovere, Teddy Martin
- 1978: Corps Et Ame (Black & Blue Records) met Hank Jones, George Duvivier, J.C. Heard
- 1983: Three Men on a Beat (Black & Blue Records) met Wild Bill Davis, Alvin Queen
- 1983: Lotus Blossom (Black & Blue Records) met Wild Bill Davis, Clyde Lucas
- 1990: The Things We Did Last Summer (Black & Blue Records) met Jacky Terrasson, Pierre Boussaguet, Al Levitt

### Geselecteerde discografie als sideman
- 1954: Peanuts Holland Sextet: Jazz In Paris: Peanuts Holland - Buck Clayton - Charlie Singleton (Emarcy)
- 1956: Lucky Thompson Sextet: Lucky Thompson (Swing)
- 1956: Sammy Price Quintet: Le Jazz En France - Vol. 14 - Boogie Woogie A La Parisienne (Pathe)
- 1956: Lionel Hampton: Paris Session 1956 (EMI Records)
- 1973: Bill Coleman Quintett met Guy Lafitte: Lions Abroad Vol. 3 - A Lion in Paris (Black Lion) Bill Coleman - Ben Webster - Guy Lafitte (Jazz Colours)
- 1980: Arnett Cobb Quintet: Live! (Black & Blue Records)
- 1998: Pierre Boussaguet: Trio Europa (Emarcy)

## Boekpublicaties
- Guy Lafitte Comme si c'était le printemps  Art Media Editions, 2003; ISBN 2-914002-06-8 (bevat ook een volledige discografie)